# Montanhas da Judeia

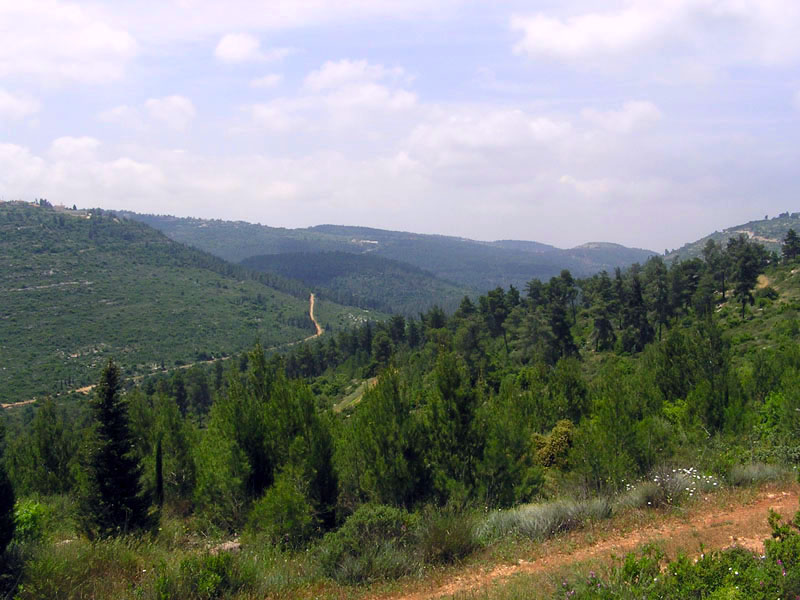
As montanhas Judeias centrais

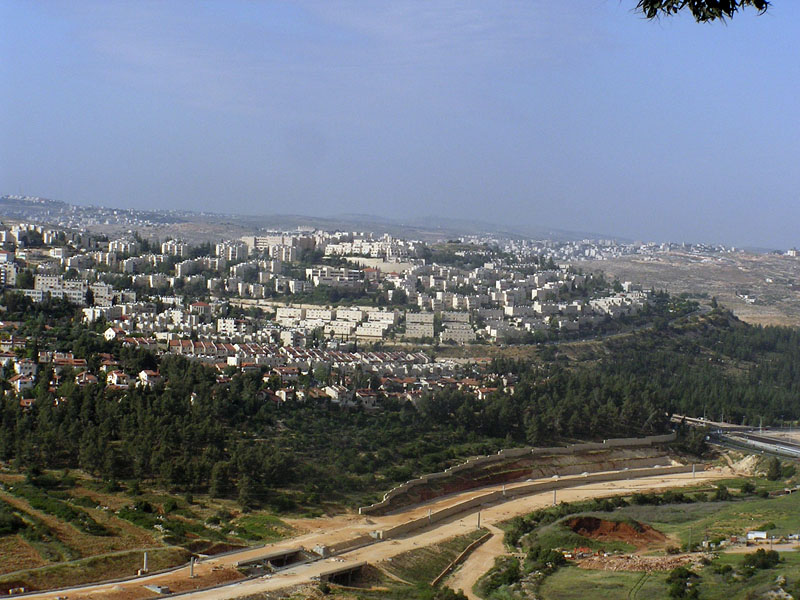
A área povoada em torno de Jerusalém. Vista da entrada de Jerusalém

As montanhas da Judeia, (em árabe: جبال الخليل; transliteração: Jibal al-Khalil;  em hebraico:  הרי יהודה; transliteração: Harei Yehuda) também referida como colinas da Judeia ou colinas de Hebron, são a cadeia de montanhas na região da Judeia na qual Jerusalém e muitas outras cidades bíblicas estão localizadas.
Percorrendo genericamente do norte ao sul, ambas as montanhas se estendem do oeste ao leste de Jerusalém, no sul termina se chamando Monte Hebrom. Outras importantes cidades na cadeia de montanhas são Hebrom, Belém e Ramala. A cadeia forma uma divisão natural entre o plano costeiro de Sefelá ao oeste e o vale da Fenda Jordaniana ao leste, desse jeito causando uma sombra de chuva responsável pelo deserto da Judeia.
Nos tempos pré-históricos, animais não mais vistos na região do Levante foram achados aqui, incluindo elefantes, rinocerontes, girafas e Buffalo Aquático Asiático Selvagem.  A cadeia possui uma topografia carste incluindo uma caverna de estalactite no parque de Nahal Sorek entre Jerusalém e Bete-Semes e a área em torno de Ofra, aonde fósseis de flora e fauna pré-histórica foram achados.
As montanhas da Judeia têm um linha da Israel Railways que de Bete-Semes ao longo de Brook de Sorek e o vale de Refaim até a estação de trem ao sul de Jerusalém. Atualmente, um plano de desenvolvimento da região das Montanhas da Judeia está em progresso.